# Sainte-Marie-de-Ré
Sainte-Marie-de-Ré är en kommun i departementet Charente-Maritime i regionen Nouvelle-Aquitaine i västra Frankrike. Kommunen ligger i kantonen Île de Ré som ligger i arrondissementet La Rochelle. År 2022 hade Sainte-Marie-de-Ré 3 392 invånare.

## Befolkningsutveckling
| Befolkningsutvecklingen i Sainte-Marie-de-Ré 1968–2021 | Befolkningsutvecklingen i Sainte-Marie-de-Ré 1968–2021 | Befolkningsutvecklingen i Sainte-Marie-de-Ré 1968–2021 | Befolkningsutvecklingen i Sainte-Marie-de-Ré 1968–2021 | Befolkningsutvecklingen i Sainte-Marie-de-Ré 1968–2021 |
| ------------------------------------------------------ | ------------------------------------------------------ | ------------------------------------------------------ | ------------------------------------------------------ | ------------------------------------------------------ |
|                                                        |                                                        |                                                        |                                                        |                                                        |
| År                                                     |                                                        |                                                        | Folkmängd                                              |                                                        |
| 1968                                                   | 1968                                                   |                                                        | 1 195                                                  |                                                        |
| 1975                                                   | 1975                                                   |                                                        | 1 165                                                  |                                                        |
| 1982                                                   | 1982                                                   |                                                        | 1 317                                                  |                                                        |
| 1990                                                   | 1990                                                   |                                                        | 1 806                                                  |                                                        |
| 1999                                                   | 1999                                                   |                                                        | 2 655                                                  |                                                        |
| 2007                                                   | 2007                                                   |                                                        | 3 082                                                  |                                                        |
| 2015                                                   | 2015                                                   |                                                        | 3 379                                                  |                                                        |
| 2021                                                   | 2021                                                   |                                                        | 3 372                                                  |                                                        |